# Solow Building

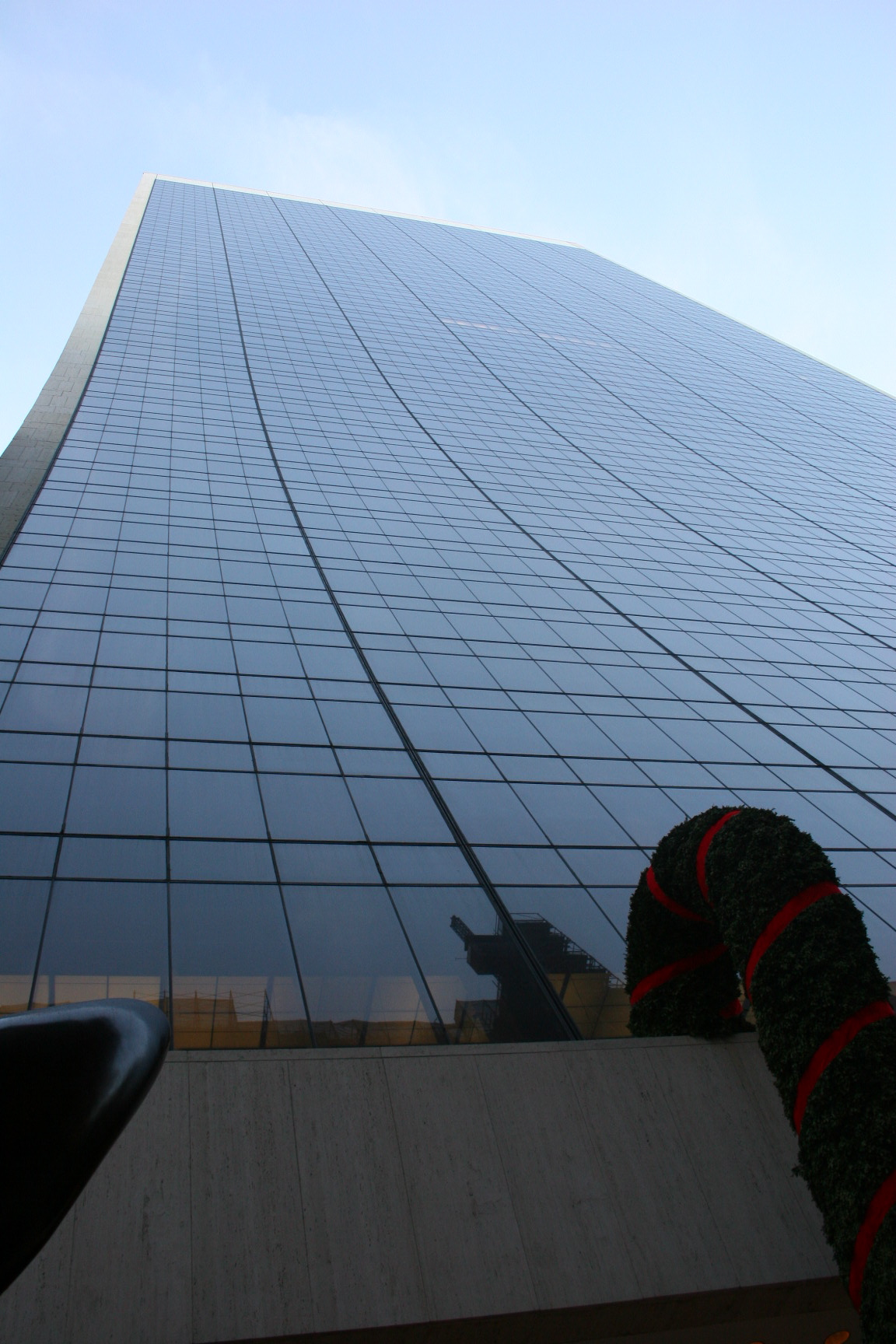

Solow Building é um arranha-céus de 210 m de altura e 50 andares projetado por Skidmore, Owings and Merrill. Está situado ao pé do Central Park, em Midtown Manhattan, no borough de Manhattan, Nova Iorque. O edifício foi finalizado em 1974.